# Theronopus loratus
Theronopus loratus är en insektsart som beskrevs av Webb 1976. Theronopus loratus ingår i släktet Theronopus och familjen dvärgstritar. Inga underarter finns listade i Catalogue of Life.